# Jagdgeschwader 111
La Jagdgeschwader 111 (JG 111) (111e escadron de chasseurs) est une unité de chasseurs de la Luftwaffe pendant la Seconde Guerre mondiale.
Active en mi-1944, l'unité était destinée à la formation des pilotes de chasse.

## Opérations
La JG 111 opère sur différents avions au cours de son activité :
- Arado Ar 96
- Messerschmitt Bf 109

## Organisation

### I. Gruppe
Formé le 19 juillet 1944 à Roth à partir des éléments FFS B 13 avec :
- Stab I./JG 111 nouvellement créé
- 1./JG 111 nouvellement créé
- 2./JG 111 nouvellement créé
- 3./JG 111 nouvellement créé
- 4./JG 111 nouvellement créé

Le 15 octobre 1944, le I/JG 111 est renommé II./JG 104 avec :
- Stab I./JG 111 devient Stab II./JG 104
- 1./JG 111 devient 4./JG 104
- 2./JG 111 devient 5./JG 104
- 3./JG 111 devient 6./JG 104
- 4./JG 111 devient 7./JG 104

Gruppenkommandeure (Commandant de groupe) :
| Début           | Fin             | Grade | Nom                         |
| --------------- | --------------- | ----- | --------------------------- |
| 19 juillet 1944 | 15 octobre 1944 | Major | Rolf-Günther Hermichen (en) |